# Amphiduros fuscescens
Amphiduros fuscescens är en ringmaskart som först beskrevs av Marenzeller 1875.  Amphiduros fuscescens ingår i släktet Amphiduros och familjen Hesionidae. Inga underarter finns listade i Catalogue of Life.